# Gerard Joling

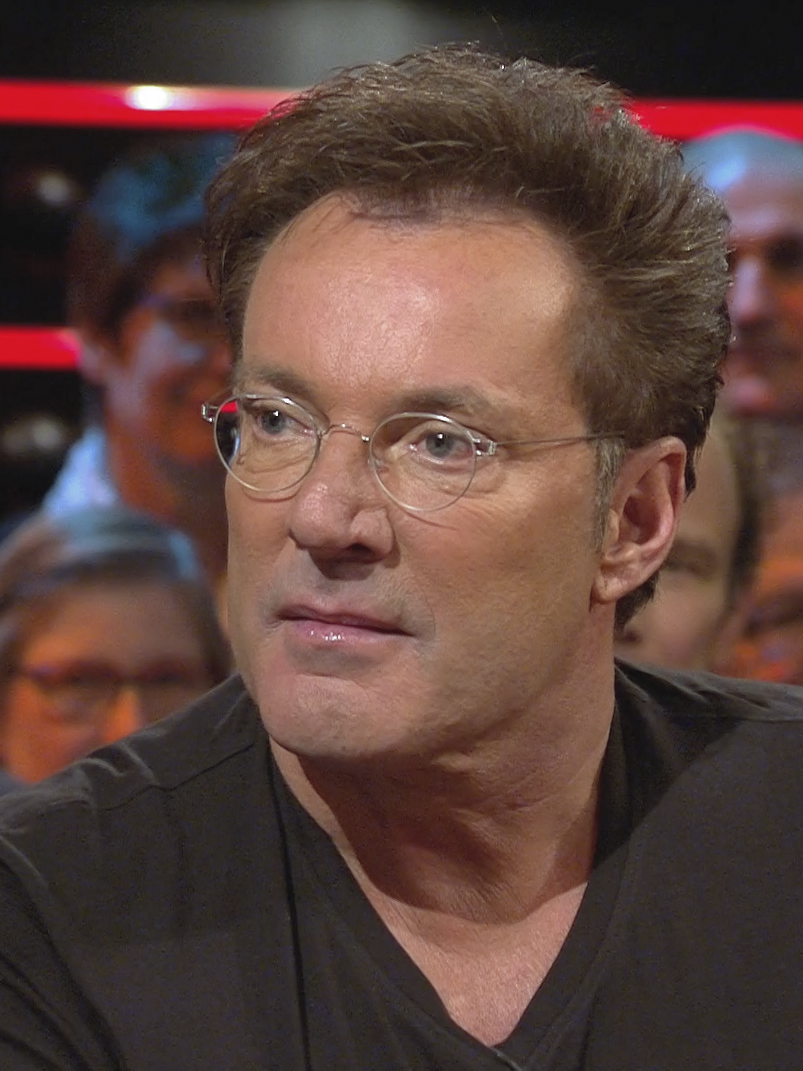
Gerard Joling (2018)

Gerard Joling (* 29. April 1960 in Alkmaar) ist ein niederländischer Popsänger.

## Biografie
Begonnen hatte Joling in jungen Jahren als Laufsteg-Model, das Ziel einer Gesangskarriere verfolgte er aber daneben beharrlich. Er nahm Gesangsunterricht und suchte lange vergeblich nach einer Plattenfirma. Erste Aufnahmen als Sänger mit verschiedenen Gruppen verliefen erfolglos.
Erst 1985 zahlte sich seine Hartnäckigkeit aus. In der populären Fernsehsendung Soundmixshow landete er mit seiner Version des Popsongs Crying von Don McLean auf Platz 3 und erreichte so viel Bekanntheit, dass er mit seiner ersten Single durchstartete: Mit Love Is in Your Eyes landete er in den Top 5 der niederländischen Charts, die zweite Single Ticket to the Tropics wurde sogar ein Nummer-1-Hit. Das zugehörige Album erreichte Gold-Status.
1988 nahm er für die Niederlande am Grand Prix Eurovision teil und obwohl er auch hier mit seinem Titel Shangri-La nur einen durchschnittlichen Platz 9 erreichte, verhalf ihm dieser Auftritt auf die internationale Musikbühne. Im Jahr darauf wurde seine Pop-Single No More Bolero’s in zahlreichen Ländern in Westeuropa, Asien und Südamerika veröffentlicht. Mit 6 Wochen auf Platz 1 wurde es sein größter Soloerfolg in den Niederlanden und in Deutschland, wo er einen Top-5-Hit hatte, blieb er damit über ein halbes Jahr in der Hitparade. Auch das gleichnamige Album war sehr erfolgreich, nicht nur in seiner Heimat, wo es mit Platin ausgezeichnet wurde, sondern auch auf dem asiatischen Musikmarkt. Mit der Nachfolgesingle Love Is in Your Eyes konnte er aber nur bedingt an den großen Erfolg anknüpfen.
In den 1990er Jahren wurde es trotz regelmäßiger Veröffentlichungen musikalisch etwas ruhiger um Gerard Joling. Dafür wurde er zusätzlich zum Schauspieler und Moderator. Nach ein paar kleineren Film- und Fernsehrollen, unter anderem in Flodder – Eine Familie zum Knutschen in Manhattan, bekam er bei RTL4 eine eigene Karaoke-Sendung. Weitere Shows folgten und neben einigen Auftritten auf der Theaterbühne war er 1997 auch erfolgreich mit der Eiskunstlauf-Revue Holiday on Ice unterwegs.
Ab 2004 war Joling im Trio mit René Froger und Gordon Heuckeroth als De Toppers wieder verstärkt musikalisch aktiv und in den Charts erfolgreich. Des Weiteren tat er sich als Moderator populärer Formate wie Promi-Eiskunstlaufen und der Casting-Show So You Wannabe a Popstar? hervor.
Anfang 2007 hatte er dann mit dem Lied Maak me gek wieder einen großen Solohit und er erreichte Platz 2 der Charts. Das zugehörige Album wurde sogar sein erstes Nummer-1-Album in den niederländischen Top 100. Als zweites Lied des Albums wurde Blijf bij mij (Dit zijn voor mij de allermooiste uren) ausgekoppelt, das 1988 in der Version des 2004 verstorbenen Sängers André Hazes bekannt geworden war. Dabei wurden alte Aufnahmen von Hazes mit denen von Gerard Joling gemischt und so postum ein Duett produziert. Das Lied wurde ein großer Erfolg und hielt sich wochenlang an der Spitze der Hitparade.

## Diskografie
Studioalben

| Jahr | Titel Musiklabel                            | Höchstplatzierung, Gesamtwochen, AuszeichnungChartplatzierungen (Jahr, Titel, Musiklabel, Platzierungen, Wochen, Auszeichnungen, Anmerkungen) | Höchstplatzierung, Gesamtwochen, AuszeichnungChartplatzierungen (Jahr, Titel, Musiklabel, Platzierungen, Wochen, Auszeichnungen, Anmerkungen) | Anmerkungen                            |
| Jahr | Titel Musiklabel                            | DE | NL | Anmerkungen                            |
| ---- | ------------------------------------------- | --- | --- | -------------------------------------- |
| 1985 | Love Is in Your Eyes WEA Records            | — | NL1 Gold · (30 Wo.)NL |                                        |
| 1986 | Sea of Love WEA Records                     | — | NL5 (11 Wo.)NL |                                        |
| 1987 | Heart to Heart Mercury Records              | — | NL32 (17 Wo.)NL |                                        |
| 1989 | No More Boleros Mercury Records             | DE39 (15 Wo.)DE | NL1 Platin · (25 Wo.)NL |                                        |
| 1990 | Corazón Mercury Records                     | — | NL28 (8 Wo.)NL |                                        |
| 1990 | Let This Night Last Forever Mercury Records | — | — |                                        |
| 1990 | Kinder zingen voor dieren Mercury Records   | — | — | als Honden Konden Praten               |
| 1991 | Memory Lane Mercury Records                 | — | NL22 (11 Wo.)NL |                                        |
| 1991 | Spanish Heart FM Records                    | — | — |                                        |
| 1992 | Eye to Eye Mercury Records                  | — | NL34 (6 Wo.)NL |                                        |
| 1994 | Eternal Love Bunny Music                    | — | NL33 (12 Wo.)NL |                                        |
| 1995 | Heel even anders Bunny Music                | — | NL33 (6 Wo.)NL | Erstveröffentlichung: 20. Oktober 1995 |
| 1997 | A Magic Christmas Bunny Music               | — | — |                                        |
| 1997 | Nightlife Bunny Music                       | — | NL76 (3 Wo.)NL | Erstveröffentlichung: Oktober 1997     |
| 2004 | Nostalgia High Fashion Records              | — | NL71 (1 Wo.)NL |                                        |
| 2005 | Where the Boys Aren                         | — | — |                                        |
| 2005 | Love Can Change Your Life NRGY Music        | — | — |                                        |
| 2007 | Maak me gek NRGY Music                      | — | NL1 Platin · (26 Wo.)NL | Erstveröffentlichung: 3. August 2007   |
| 2008 | Bloedheet NRGY Music                        | — | NL5 Gold · (30 Wo.)NL | Erstveröffentlichung: 27. Juni 2008    |
| 2011 | Gewoon Gerard NRGY Music                    | — | NL4 Gold · (17 Wo.)NL | Erstveröffentlichung: 22. April 2011   |
| 2013 | Ik ook van jou NRGY Music                   | — | NL1 (17 Wo.)NL | Erstveröffentlichung: 26. April 2013   |
| 2014 | Christmas, The Birth Of Love NRGY Music     | — | NL11 Gold · (3 Wo.)NL | Erstveröffentlichung: 11. Oktober 2014 |